# بابک نیک‌طلب
بابک نیک‌طلب (زادهٔ ۹ تیر ۱۳۴۶ در تهران، ایران) شاعر، ترانه‌سرا و نویسنده ایرانی ادبیات پارسی است. او برندهٔ سرو زرّین دورهٔ پنجم جشنوارهٔ بین‌المللی شعر فجر، برنده قلم زرین دوره بیست و دوم و از برندگان نخستین جایزهٔ عبّاس یمینی شریف شد. وی در نخستین جشنواره بین‌المللی کتاب کودک و نوجوان، موفق به کسب شعر برگزیده شد.
تخصّصِ او ادبیاتِ کودک و نوجوان است و به طور ویژه در شعر نوجوان فارسی فعالیت کرده است. او به طور جدّی از سال ۱۳۶۲ وارد عرصه ادبیات فارسی شد.

## زندگی

### کودکی و نوجوانی
بابک نیک‌طلب در ۹ تیرِ ۱۳۴۶ در تهران به دنیا آمد. پدر او، احمد نیک طلب (یاور همدانی)، شاعر و دبیر انجمن ادبی ایران، مادرش، فرخنده محمودی، نقّاش ، و دایی او، امین‌الله رضایی، پدرِ نقّاشی سوررئال ایران است. او از دوران کودکی، در خانه‌ای بود که رفت و آمد شاعران سرشناس زمانه جریان داشت و به همین خاطر دسترسی به بسیاری از کتاب‌ها در زمینه ادبیات و هنر از نویسندگان کهن و نو داشت.

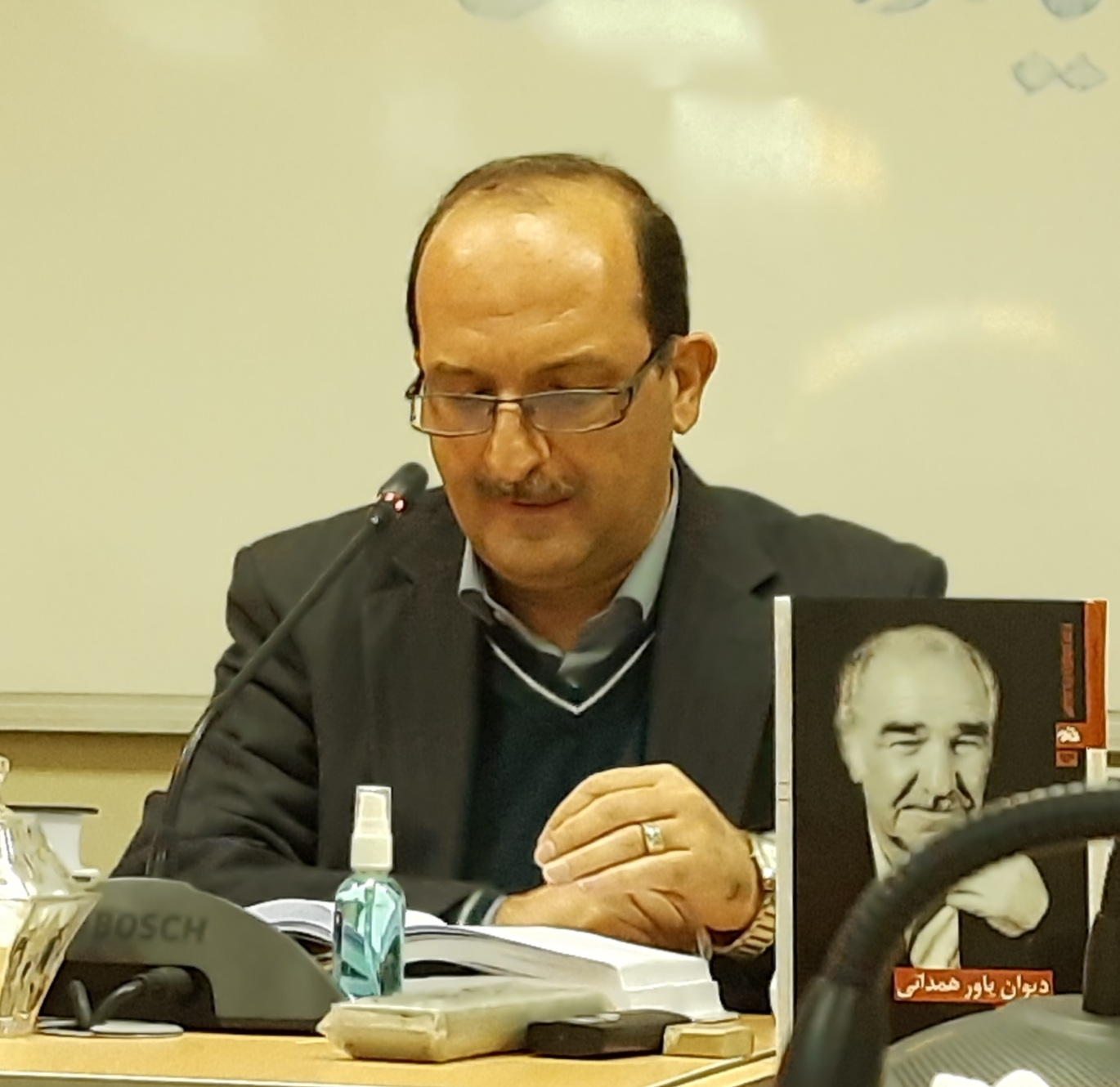
بابک نیک طلب در مراسم رونمایی از دیوان یاور همدانی، ۱۴۰۰

نخستین سروده‌های او را پدرش ارزیابی و اشکال‌یابی می‌کرد. نخستین بار، اسم او به عنوان برگزیده شعر در مسابقات کانون پرورشی فکری کودکان و نوجوانان از سازمان رادیو تلویزیون ملی ایران برای عموم شنیده شد.
وی سرودن شعر را به طور جدی از ۱۶ سالگی شروع کرده‌است. او از آن دوران با افرادی مانند بیوک ملکی، اسدالله شعبانی و جعفر ابراهیمی همکار شد. او از سال ۱۳۶۳ خورشیدی، در سن هفده سالگی، در جلسات بنیادین شعر حوزه هنری که قیصر امین‌پور و سید حسن حسینی حضور داشتند، شد. با این که نوجوان بود، شعر بزرگسال او در کنار قیصر امین‌پور و سید حسن حسینی در مجلات و نشریه‌های آن زمان منتشر شد و به شهرت رسید.

### زندگی هنری

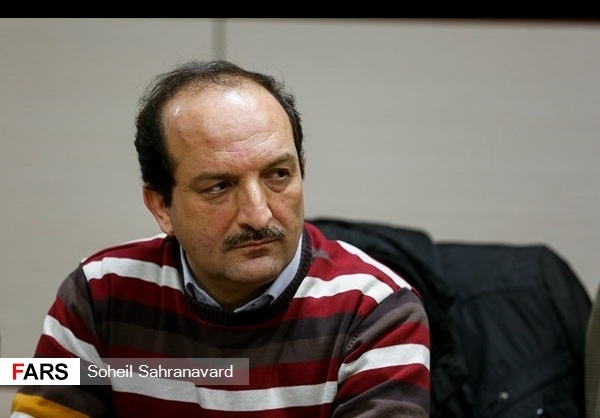
بابک نیک طلب، اسفند ۱۳۹۵

او با کانون پرورش فکری کودکان و نوجوانان، حوزه هنری، شورای شعر سازمان فرهنگی هنری شهرداری تهران، شورای شعر دفتر موسیقی وزارت فرهنگ و ارشاد، انجمن نویسندگان کودک و نوجوان (نویسک) همکاری داشته و سردبیری و نظارت بر بخش شعر مجلات مختلفی مانند مجلهٔ رشد دانش‌آموزرا نیز عهده‌دار بوده‌است. برخی از کتاب‌های او به صورت کتاب صوتی منتشر شده‌است. او کارشناس ادبی وزارت آموزش و پرورش ایران است. او در دورهٔ وزارت محمدحسین صفار هرندی از اعضای هیئت نظارت پیش از چاپ کتاب های کودکان و نوجوانان بوده‌است. همچنین او سابقه داوری برخی از جشنواره ها و مسابقات شعر و ترانه مانند کتاب سال ایران، جشنواره شعر فجر و جشنواره سرود دانش آموزی و... را دارد.پژوهشگران کتاب تحقیقاتی فرهنگ بصری در خاورمیانه مدرن دانشگاه ایندیانا (کریستیانه گروبر و سون هاگبول) بنا بر پیشگفتار و صفحه ۸۲ این کتاب، ضمن اشاره به کتاب آفتاب آفرینش او (چاپ کانون پرورشی فکری کودکان و نوجوانان)، از کتاب او به عنوان یکی از مولفه‌ها و عوامل تاثیرگزار بر فرهنگ خاورمیانه معاصر یاد کرده‌اند.

## نوشته‌ها
نخستین کتاب نیک‌طلب پیشواز روشنی نام داشت که در سال ۱۳۷۱ توسط نشر جوانه منتشر شد. این کتاب، برنده لوح زرین چهارمین جشنواره کتاب سال کانون پرورش فکری کودکان و نوجوانان و برنده کتاب سال سروش نوجوان در سال ۱۳۷۳ شده‌است.

### کتاب‌های چاپی
| نام کتاب                    | کار      | مجموعه                   | تصویرگر                   | انتشارات                           | چاپ اول | شابک                                                 |
| --------------------------- | -------- | ------------------------ | ------------------------- | ---------------------------------- | ------- | ---------------------------------------------------- |
| پیشواز روشنی                |          |                          |                           | نشر جوانه                          | ۱۳۷۱    |                                                      |
| گلبانگ تربیت                |          |                          |                           | انتشارات تربیت                     | ۱۳۷۴    |                                                      |
| پیشواز روشنی                | شاعر     |                          |                           | انتشارات زلال                      | ۱۳۷۵    |                                                      |
| گفت و گو با خدا             |          |                          | ایرج اسکندری              | انتشارات سوره مهر                  | ۱۳۷۵    |                                                      |
| گاه‌نامه شعر نوجوانان        |          | مجموعه شعر نوجوانان      |                           | انتشارات سوره مهر                  | ۱۳۷۷    |                                                      |
| پنجره‌های آسمان ۱            | اهتمام   |                          | عیسی مقدم                 | نشر افق                            | ۱۳۷۸    | شابک ‎۹۷۸۹۶۴۳۶۹۹۱۰۹ شابک ‎۹۷۸۹۶۴۳۶۹۰۰۰۷                |
| پنجره های آسمان ۲           | اهتمام   |                          |                           | نشر افق                            | ۱۳۷۸    |                                                      |
| معلم، باغبان مهربانی        | اهتمام   | مجموعه شعر برای نوجوانان |                           | انتشارات پاک‌نویس                   | ۱۳۷۸    |                                                      |
| دوستی، مهربانی              | اهتمام   | مجموعه شعر برای نوجوانان |                           | انتشارات پاک‌نویس                   | ۱۳۷۸    |                                                      |
| پدر، آفتاب مهربانی          | اهتمام   | مجموعه شعر برای نوجوانان |                           | انتشارات پاک‌نویس                   | ۱۳۷۸    |                                                      |
| مادر، فرشته مهربانی         | اهتمام   | مجموعه شعر برای نوجوانان |                           | انتشارات پاک‌نویس                   | ۱۳۷۸    |                                                      |
| گزیده اشعار وحشی بافقی      | گردآوری  | گزینه ادب پارسی          |                           | انتشارات قدیانی                    | ۱۳۷۹    | شابک ‎۹۷۸۹۶۴۴۱۷۳۱۷۲ شابک ‎۹۶۴۴۱۷۳۱۷۱ شابک ‎۹۷۸۶۰۰۰۸۱۹۸۱ |
| نردبانی از ستاره            | شاعر     |                          | فرشید شفیعی               | کانون پرورش فکری کودکان و نوجوانان | ۱۳۸۱    |                                                      |
| یک شاخه زیتون برای کودکان   | اهتمام   |                          | نیلوفر محمدی              | انتشارات موسسه ‌زیتون               | ۱۳۸۱    |                                                      |
| حافظ امروز                  | گردآوری  |                          |                           | نشر افق                            | ۱۳۸۲    |                                                      |
| سعدی امروز                  | گردآوری  |                          |                           | نشر افق                            | ۱۳۸۲    |                                                      |
| مولوی امروز                 | گردآوری  |                          |                           | نشر افق                            | ۱۳۸۲    |                                                      |
| نظامی امروز                 | گردآوری  |                          |                           | نشر افق                            | ۱۳۸۲    |                                                      |
| فردوسی امروز                | گردآوری  |                          |                           | نشر افق                            | ۱۳۸۲    |                                                      |
| کودک و خانواده              |          | ترانه‌های کودکانه         |                           | انتشارات نور الثقلین               | ۱۳۸۳    |                                                      |
| آسیاب، بچرخ، بچرخ!          | اهتمام   |                          | فریبا بندی                | انتشارات سوره مهر                  | ۱۳۸۳    |                                                      |
| تو را چشم انتظاریم          | اهتمام   |                          |                           | کانون پرورش فکری کودکان و نوجوانان | ۱۳۸۴    |                                                      |
| عروسیه عروسی                | شاعر     | ترانه‌های خانه            |                           | کانون پرورش فکری کودکان و نوجوانان | ۱۳۸۵    | شابک ‎۹۷۸۹۶۴۳۹۱۱۶۱۴                                   |
| از آسمون تا اینجا           | شاعر     | ترانه‌های خانه            |                           | کانون پرورش فکری کودکان و نوجوانان | ۱۳۸۵    |                                                      |
| آفتاب آفرینش                | شاعر     | ترانه‌های خانه            |                           | کانون پرورش فکری کودکان و نوجوانان | ۱۳۸۵    |                                                      |
| ترانه‌های خواب و خیال        | شاعر     | ترانه‌های خانه            |                           | کانون پرورش فکری کودکان و نوجوانان | ۱۳۸۵    |                                                      |
| بازی، بازی، بازی            | شاعر     | ترانه‌های خانه            |                           | کانون پرورش فکری کودکان و نوجوانان | ۱۳۸۵    |                                                      |
| شعر دعا                     | شاعر     | ترانه‌های خانه            |                           | کانون پرورش فکری کودکان و نوجوانان | ۱۳۸۵    |                                                      |
| سلام گل محمدی               | شاعر     | ترانه‌های خانه            | سیدابوالفضل طباطبائی      | کانون پرورش فکری کودکان و نوجوانان | ۱۳۸۵    |                                                      |
| آفتاب آفرینش                | شاعر     |                          |                           | کانون پرورش فکری کودکان و نوجوانان | ۱۳۸۶    |                                                      |
| هفت دیار نیشابور            | ویراستار |                          | پروین بنی‌هارونی           | کانون پرورش فکری کودکان و نوجوانان | ۱۳۸۶    |                                                      |
| مادر پیامبر                 | ویراستار |                          |                           | کانون پرورش فکری کودکان و نوجوانان | ۱۳۸۷    |                                                      |
| نگاهی به کاشیکاری ایرانی    | ویراستار |                          |                           |                                    | ۱۳۸۸    |                                                      |
| از رودکی تا حزین-۱          | ویراستار | نام‌آوران شعر پارسی       |                           | نوای مدرسه                         | ۱۳۸۸    |                                                      |
| ترانه‌های شهر                | شاعر     | ترانه‌های شهر             |                           | موسسه نشر شهر                      | ۱۳۸۸    |                                                      |
| ترانه‌های سبز و آبی          | شاعر     | ترانه‌های شهر             |                           | موسسه نشر شهر                      | ۱۳۸۸    |                                                      |
| ترانه‌های نوروزی             | شاعر     | ترانه‌های شهر             |                           | موسسه نشر شهر                      | ۱۳۸۸    |                                                      |
| ترانه‌های ترافیکی            | شاعر     | ترانه‌های شهر             |                           | موسسه نشر شهر                      | ۱۳۸۸    |                                                      |
| ترانه‌های خانه               | شاعر     | ترانه‌های شهر             |                           | موسسه نشر شهر                      | ۱۳۸۸    |                                                      |
| ترانه‌های پاکیزگی            | شاعر     | ترانه‌های شهر             |                           | موسسه نشر شهر                      | ۱۳۸۸    |                                                      |
| ترانه‌های پارک               | شاعر     | ترانه‌های شهر             |                           | موسسه نشر شهر                      | ۱۳۸۸    |                                                      |
| ترانه‌های تاب‌بازی            | شاعر     | ترانه‌های شهر             |                           | موسسه نشر شهر                      | ۱۳۸۸    |                                                      |
| ترانه‌های لی‌لی‌پر             | شاعر     | ترانه‌های شهر             |                           | موسسه نشر شهر                      | ۱۳۸۸    |                                                      |
| ترانه‌های ساعت ۹             | شاعر     | ترانه‌های شهر             |                           | موسسه نشر شهر                      | ۱۳۸۸    |                                                      |
| آفتاب انتظار                | اهتمام   |                          |                           | موسسه زیتون                        | ۱۳۸۸    |                                                      |
| منظر انتظار                 | اهتمام   |                          |                           | موسسه زیتون                        | ۱۳۸۸    |                                                      |
| تا خیابان خوشبخت            | شاعر     |                          | بهراد امین‌سلماسی          |                                    | ۱۳۸۹    |                                                      |
| پاینده و زنده باد ایران     | اهتمام   | شعر شاعران               | آرتمیس حبیبی آزاد         | انتشارات سوره مهر                  | ۱۳۸۹    | شابک ‎۹۷۸۹۶۴۵۰۶۷۷۳۹                                   |
| هیچ، هیچ، هیچانه            | شاعر     |                          | ۱۳ تصویرگر                | نشر افق                            | ۱۳۸۹    | شابک ‎۹۷۸۹۶۴۳۶۹۶۱۹۱ شابک ‎۹۶۴۳۶۹۶۱۹۷                   |
| اسمش چیه؟                   | شاعر     |                          | ۱۳ تصویرگر                | نشر افق                            | ۱۳۸۹    |                                                      |
| دانه کوچولوی منتظر          | ویراستار |                          | نسرین خسروی               | موسسه زیتون                        | ۱۳۹۰    |                                                      |
| عروس آسمون                  | شاعر     |                          | فریبا بندی                | موسسه‌ فرهنگی‌ مدرسه ‌برهان           | ۱۳۹۰    |                                                      |
| شب آمد و ستاره              | شاعر     |                          | نیلوفر میرمحمدی           | موسسه زیتون                        | ۱۳۹۱    |                                                      |
| یک دانه گردو                | شاعر     |                          | نیلوفر میرمحمدی           | موسسه زیتون                        | ۱۳۹۱    |                                                      |
| گل آمد بهار آمد             | شاعر     |                          | نیلوفر میرمحمدی           | موسسه زیتون                        | ۱۳۹۱    |                                                      |
| برای کلاس اولی              | شاعر     |                          | محمّدعلی کشاورز            | موسسه زیتون                        | ۱۳۹۳    |                                                      |
| هم این قشنگ، هم اون قشنگ    | اهتمام   |                          | نرگس محمّدی                | پیدایش                             | ۱۳۹۳    |                                                      |
| از آسمون تا اینجا           | شاعر     |                          |                           | کانون پرورش فکری کودکان و نوجوانان | ۱۳۹۳    | شابک ‎۹۷۸۹۶۴۳۹۱۱۸۳۶                                   |
| خواهرم پرنده شد             | اهتمام   |                          | حدیثه قربانی عاطفه ملکی‌جو | کانون پرورش فکری کودکان و نوجوانان | ۱۳۹۳    |                                                      |
| دم آقا موشه                 | ویراستار | افسانه عامه              | کاوه‌ م راد                | کانون پرورش فکری کودکان و نوجوانان | ۱۳۹۳    |                                                      |
| زور کی از همه بیش‌تره؟       | ویراستار | افسانه عامه              | کاوه‌ م راد                | کانون پرورش فکری کودکان و نوجوانان | ۱۳۹۳    |                                                      |
| بز ریش سفید                 | ویراستار | افسانه عامه              | شادی صبا                  | کانون پرورش فکری کودکان و نوجوانان | ۱۳۹۳    |                                                      |
| حسن کل                      | ویراستار | افسانه عامه              | الهام صالحی، حامد خلاقی   | کانون پرورش فکری کودکان و نوجوانان | ۱۳۹۳    |                                                      |
| ماه پیشانی                  | ویراستار | افسانه عامه              | الهام صالحی               | کانون پرورش فکری کودکان و نوجوانان | ۱۳۹۳    |                                                      |
| کاجیروشک                    | ویراستار | افسانه عامه              | الهام صالحی               | کانون پرورش فکری کودکان و نوجوانان | ۱۳۹۳    |                                                      |
| خاله سوسکه                  | ویراستار | افسانه عامه              | انوشه عسگری‌فراهانی        | کانون پرورش فکری کودکان و نوجوانان | ۱۳۹۳    |                                                      |
| تاج حنایی                   | ویراستار | افسانه عامه              | نگین مصلحی                | کانون پرورش فکری کودکان و نوجوانان | ۱۳۹۳    |                                                      |
| پول خون بابا                | ویراستار | افسانه عامه              | نرگس شفیعی                | کانون پرورش فکری کودکان و نوجوانان | ۱۳۹۳    |                                                      |
| دالو مروارید                | ویراستار | افسانه عامه              | آتنا شمس‌اسفندآبادی        | کانون پرورش فکری کودکان و نوجوانان | ۱۳۹۳    |                                                      |
| پسته و هفت برادر            | ویراستار | افسانه عامه              | منصوره ابراهیمی           | کانون پرورش فکری کودکان و نوجوانان | ۱۳۹۳    |                                                      |
| بز و میش                    | ویراستار | افسانه عامه              | مبینا کوشکی               | کانون پرورش فکری کودکان و نوجوانان | ۱۳۹۳    |                                                      |
| غریبه و کشاورز              | ویراستار | افسانه عامه              | آرزو قلی‌زاده              | کانون پرورش فکری کودکان و نوجوانان | ۱۳۹۳    |                                                      |
| خانم کوچیک                  | ویراستار | افسانه عامه              | تکتم دهقان                | کانون پرورش فکری کودکان و نوجوانان | ۱۳۹۳    |                                                      |
| راز چشمه جواهر              | ویراستار | افسانه عامه              | حافظ میرآفتابی            | کانون پرورش فکری کودکان و نوجوانان | ۱۳۹۳    |                                                      |
| محمّد پینه‌دوز                | ویراستار | افسانه عامه              | حافظ میرآفتابی            | کانون پرورش فکری کودکان و نوجوانان | ۱۳۹۳    |                                                      |
| با فرفره‌ها به شادی باد بگرد | شاعر     | شعر نوجوان امروز         | مریم طباطبایی             | کانون پرورش فکری کودکان و نوجوانان | ۱۳۹۴    | شابک ‎۹۷۸۶۰۰۰۱۰۰۹۹۵                                   |
| روی موج باران               | اهتمام   |                          | زهرا غلامی جلال           | انتشارات سوره مهر                  | ۱۳۹۶    | شابک ‎۹۷۸۶۰۰۰۳۱۶۹۰۷                                   |
| بیایید شعر بگوییم           | ویراستار |                          | ماهنی تذهیبی              | انتشارات طلایی                     | ۱۳۹۶    |                                                      |
| پرنده‌های شعر من             | ویراستار |                          | پرستو احدی                | لوپه تو                            | ۱۳۹۶    |                                                      |
| مهمان خراسان                | شاعر     |                          | ۱۰ تصویرگر                | به نشر                             | ۱۳۹۷    |                                                      |
| خونه‌ی قشنگ                  | شاعر     |                          | افسانه صانعی              | ستاد اقامه ‌نماز                    | ۱۳۹۸    |                                                      |
| هلن کلر چه کسی بود؟         | ویراستار |                          | نانسی هریسون              | انتشارات فاطمی                     | ۱۳۹۸    |                                                      |
| فردیناند ماژلان چه کسی بود؟ | ویراستار |                          | الیزابت ولف               | انتشارات فاطمی                     | ۱۳۹۸    |                                                      |
| ویلیام شکسپیر چه کسی بود؟   | ویراستار |                          | جان ابراین                | انتشارات فاطمی                     | ۱۳۹۹    |                                                      |
| یکی دو شیشه عطر خاطره       | شاعر     |                          |                           | نشر گویا                           | ۱۴۰۱    | شابک ‎۹۷۸۶۲۲۷۷۸۶۶۷۵                                   |
| بهار از کوچ برگشت           | شاعر     |                          | بهنام زنگی                | کانون پرورش فکری کودکان و نوجوانان | ۱۴۰۲    | شابک ‎۹۷۸۶۰۰۰۱۱۱۴۵۸                                   |

### کتاب های صوتی
| ردیف | نام کتاب         | مجموعه | گوینده        | موسسه/ انتشارات | مدت      | سال | منابع  |
| ---- | ---------------- | ------ | ------------- | --------------- | -------- | --- | ------ |
| ۱    | شعر و شکر        | -      | نازنین مهیمنی | واوخوان         | ۵۷ دقیقه |     | [ ۲۵ ] |
| ۲    | تا خیابان خوشبخت | چلچله  | بابک نیک طلب  | قناری           | ۲۹ دقیقه |     | [ ۲۶ ] |
| ۳    | نردبانی از ستاره | چلچله  | بابک نیک طلب  | قناری           | ۲۷ دقیقه |     | [ ۲۷ ] |
| ۴    | پیشواز روشنی     | چلچله  | بابک نیک طلب  | قناری           | ۳۱ دقیقه |     | [ ۲۸ ] |

### در کتاب درسی

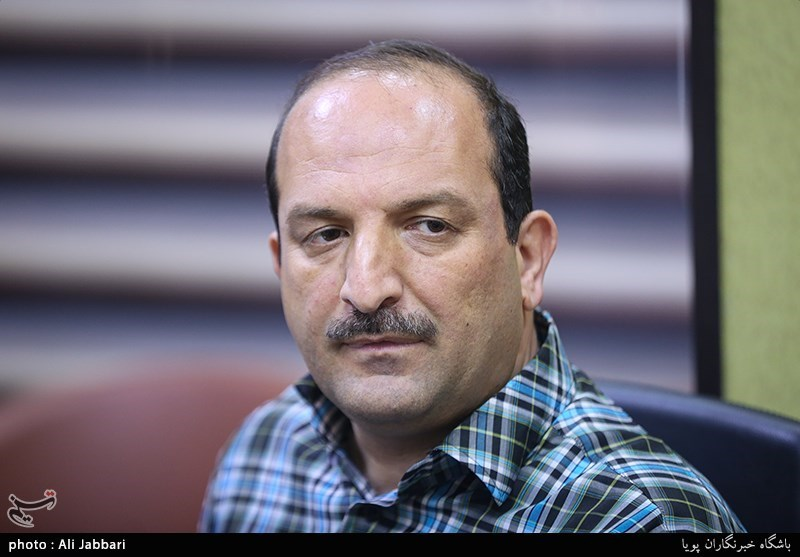
بابک نیک طلب در نشست بررسی جایگاه ادبیات کودک و نوجوان، ۱۳۹۸

از برخی از سروده های او در دوره های گوناگون کتاب های درسی استفاده شده است. اشعار او برای نخستین بار از سال ۱۳۷۰ خورشیدی وارد کتاب‌های درسی شدند. به طور مثال:
| عنوان           | کتاب درسی                                  | پایه         | صفحه | از سال | تا سال |
| --------------- | ------------------------------------------ | ------------ | ---- | ------ | ------ |
| سوار تازه رسیده | فارسی (بخوانیم)                            | چهارم دبستان | ۱۲۱  | ۱۳۹۰   | ۱۳۹۲   |
| شعرهای ناب      | هدیه های آسمان (کتاب معلم)                 | ششم دبستان   |      | ۱۳۸۹   | -      |
| شعرهای ناب      | هدیه های آسمان (کتاب معلم)                 | پنجم دبستان  |      | ۱۳۸۹   | -      |
| بانگ توحید      | هدیه های آسمان                             | سوم دبستان   |      | ۱۳۹۲   | ۱۳۹۹   |
| بانگ توحید      | هدیه های آسمان و آموزش قرآن (ویژه اهل سنت) | سوم دبستان   |      | ۱۳۹۳   | ۱۳۹۹   |

کتاب های زیر توسط سامانه کنترل کیفیت منابع آموزشی و تربیتی مکتوب وزارت آموزش و پروش ایران، برای استفاده از آن ها برای تدریس در کلاس ها و برای ورود به مدرسه مجوز گرفته است.
- با فرفره‌ها به شادی باد بگرد[۳۹]
- گزیده اشعار وحشی بافقی به انتخاب بابک نیک طلب [۴۰]
- اسمش چیه؟ [۴۱]

### مقالات
| عنوان                                                                | نویسندگان                                                        | نشریه                           | شماره | تاریخ         | منبع          |
| -------------------------------------------------------------------- | ---------------------------------------------------------------- | ------------------------------- | ----- | ------------- | ------------- |
| شعر در بوته ی نقد؛ نشست شعر کودک و نوجوان در نمایشگاه کتاب تهران     | بابک نیک طلب محمد گودرزی                                         | مجله نقد کتاب کودک و نوجوان     | ۹     | بهار ۱۳۹۵     | [ ۴۲ ]        |
| نیایش سپیده دم                                                       | بابک نیک طلب                                                     | مجله شعر                        | ۷۳    | آذر ۱۳۹۳      | [ ۴۳ ]        |
| شعر معاصر ایران                                                      | بابک نیک طلب و دیگران                                            | مجله شعر                        | ۳۷    | تابستان ۱۳۸۳  | [ ۴۴ ]        |
| پاسخ های کوتاه                                                       | بابک نیک طلب و دیگران                                            | مجله شعر                        | ۸۱    | زمستان ۱۳۸۱   | [ ۴۵ ]        |
| دفتری که باز شد چقدر گل داشت: اهمیت مطالعه دقت و تجربه قبل از انتشار | مصطفی رحماندوست بابک نیک طلب انسیه موسویان مریم زندی             | کتاب ماه کودک و نوجوان          | ۱۹۴   | آذر ۱۳۹۲      | [ ۴۶ ]        |
| گزارشی از ششمین نشست منتقدان کتاب ماه کودک و نوجوان                  | بابک نیک طلب و دیگران                                            | کتاب ماه کودک و نوجوان          | ۴۳    | اردیبهشت ۱۳۸۰ | [ ۴۷ ]        |
| میزگرد: داوران کتاب سال بخش شعر                                      | افشین علا آتوسا صالحی بابک نیک طلب عرفان نظر آهاری               | کتاب ماه کودک و نوجوان          | ۴۱    | اسفند ۱۳۷۹    | [ ۴۸ ]        |
| دور از دسترس تند باد                                                 | بابک نیک طلب                                                     | کتاب ماه کودک و نوجوان          | ۴۲    | فروردین ۱۳۸۰  | [ ۴۹ ]        |
| سرشار از طراوت و تکرار                                               | بابک نیک طلب                                                     | کتاب ماه کودک و نوجوان          | ۱۸    | فروردین ۱۳۷۸  | [ ۵۰ ]        |
| نقد و بررسی: رنگ غلیظ کوششی                                          | بابک نیک طلب                                                     | کتاب ماه کودک و نوجوان          | ۴     | اسفند ۱۳۷۶    | [ ۵۱ ]        |
| یاد یار: سختکوش، صمیمی و نجیب (یادنامه زنده یاد غلامرضا منفرد)       | بابک نیک طلب و دیگران                                            | پژوهش نامه ادبیات کودک و نوجوان | ۱۷    | تابستان ۱۳۷۸  | [ ۵۲ ]        |
| چهره به چهره                                                         | بیوک ملکی بابک نیک طلب                                           | پژوهش نامه ادبیات کودک و نوجوان | ۴     | پاییز ۱۳۷۴    | [ ۵۳ ]        |
| شعر و ادب: یک دریچه آسمان ۱                                          | بابک نیک طلب و دیگران                                            | تربیت                           | ۸۵    | بهمن ۱۳۷۲     | [ ۵۴ ]        |
| یک دریچه آسمان ۲                                                     | بابک نیک طلب و دیگران                                            | تربیت                           | ۷۸    | اردیبهشت ۱۳۷۲ | [ ۵۵ ]        |
| تنگ غروب                                                             | بابک نیک طلب                                                     | کیهان فرهنگی                    | ۱۰۱   | شهریور ۱۳۷۲   | [ ۵۶ ]        |
| آفتاب عاطفه                                                          | بابک نیک طلب                                                     | کیهان فرهنگی                    | ۹۴    | بهمن ۱۳۷۱     | [ ۵۷ ]        |
| هنگامه کوچ                                                           | بابک نیک طلب                                                     | رشد معلم                        | ۷۹    | دی ۱۳۷۰       | [ ۵۸ ]        |
| افسانه ایثار                                                         | بابک نیک طلب                                                     | مجله دانشگاه                    | ۴۵    | اسفند ۱۳۶۳    | [ ۵۹ ]        |
| شعر                                                                  | قیصر امین‌پور بیوک ملکی بابک نیک طلب محمّدرضا محمّدی نیکو افشین علا | مجله دانشگاه                    | ۴۴    | بهمن ۱۳۶۳     | [ ۸ ]         |
| شعر                                                                  | سید حسن حسینی قیصر امین‌پور بابک نیک طلب حبیب‌الله حسینی میرآبادی  | مجله دانشگاه                    | ۴۲    | آذر ۱۳۶۳      | [ ۹ ]         |
| کوتاه کردن دست سوداگران کتاب‌های کمک درسی                             | بابک نیک طلب                                                     | رشد جوانه                       | ۶۳    | بهار ۱۳۹۸     | [ ۶۰ ] [ ۶۱ ] |
| آسمان خط خطی، کنار پنجره‌ها، ای غنچه بخند                             | بابک نیک طلب افسانه شعبان‌نژاد اسدالله شعبانی                     | باران                           | ۱۰۷   | اردیبهشت ۱۳۸۳ | [ ۶۲ ] [ ۶۳ ] |
| با نسیم و قاصدک                                                      | بابک نیک طلب                                                     | دوست نوجوانان                   | ۵     | امرداد ۱۳۹۴   | [ ۶۴ ] [ ۶۵ ] |
| یادگاری                                                              | بابک نیک طلب                                                     | ماهنامه پوپک                    | ۲     | اردیبهشت ۱۳۸۴ | [ ۶۶ ] [ ۶۷ ] |
| ماه شب و خورشید من باش                                               | بابک نیک طلب                                                     | دیدار آشنا                      | ۱۶۶   | ارديبهشت ۱۳۹۵ | [ ۶۸ ] [ ۶۹ ] |

## نمونه آثار

### سوار تازه رسیده
این شعر (در قالب مثنوی) در کتاب فارسی سال چهارم دبستان قرار گرفته و ترانه نیز شده است. متن این شعر:
| خوش آمدی، خوش آمدی سپیده!   |  | سوار تازه از سفر رسیده      |
| سلام گرم ما به روی ماهت     |  | به آفتاب روشن نگاهت         |
| به ما بگو که در سفر چه دیدی |  | چه گفتی و چه چیزها شنیدی    |
| بگو که دانه از زمین بروید   |  | به باغ حرف تازه ای بگوید    |
| بگو پرنده باز پر گشاید      |  | به پیشواز روشنی بیاید       |
| بیا که فصل از تو گفتن آمد   |  | بهار مثل گل شکفتن آمد       |
| بیا که با تو مثل گل بروییم  |  | گل از تو بشنویم و گل بگوییم |

### شبنم از اوست
نمونه ای از غزل های نیک طلب:
| شبنم از اوست، آفتاب از اوست |  | آتش و باد و خاک و آب از اوست |
| در دل باغ و کهکشان هر شب    |  | شاخه روشن شهاب از اوست       |
| گریه ابر و خنده خورشید      |  | نورباران ماهتاب از اوست      |
| سبزی و زردی بهار و خزان     |  | رنگ و بوی گل و گلاب از اوست  |
| بیم و امید و مژده دیدار     |  | آیه و سوره و کتاب از اوست    |
| روی دفتر اگر چه نام من است  |  | همه شعرهای ناب از اوست       |

## ترانه‌ها
| نام ترانه          | خواننده                 | ترانه‌سرا     | آهنگساز             | تنظیم               | آلبوم             | سال  |
| ------------------ | ----------------------- | ------------ | ------------------- | ------------------- | ----------------- | ---- |
| فصل کوچ            | شهرزاد بهشتیان          | بابک نیک طلب | علی تفرشی           | علی تفرشی           | صدای شکفتن        | ۱٣٧٩ |
| جویبار             | شهرزاد بهشتیان          | بابک نیک طلب | علی تفرشی           | علی تفرشی           | صدای شکفتن        | ۱٣٧٩ |
| بهار تازه          | شهرزاد بهشتیان          | بابک نیک طلب | علی تفرشی           | علی تفرشی           | صدای شکفتن        | ۱٣٧٩ |
| برف                | رکسانا عیوض زاده        | بابک نیک طلب | شاهین اسماعیلی      | شاهین اسماعیلی      | آسیاب بچرخ، بچرخ! | ۱۳۸۳ |
| وقتي سپيده سر زد   | شیوا صحرایی             | بابک نیک طلب | شهروز حقی           | شهروز حقی           |                   | ۱۳۸۴ |
| به جای غنچه ها برف | شیوا صحرایی             | بابک نیک طلب | احسان غلامی بیرقدار | احسان غلامی بیرقدار |                   | ۱۳۸۴ |
| ماه مهربان         | کیانا عبداللهی          | بابک نیک طلب | مجید صانعی          | مجید صانعی          |                   | ۱۳۹۴ |
| فصل دانایی         | گروه کر کودکان-۲۲       | بابک نیک طلب | مسعود نظر           | مسعود نظر           |                   | ۱۳۹۴ |
| مهر خاوران         | گروه کر                 | بابک نیک طلب | رحمت الله وطندوست   | رحمت الله وطن دوست  |                   | ۱۳۹۵ |
| بیا به سوی ما برف  | راحله قاسمی جو          | بابک نیک طلب | *                   | *                   |                   | ۱۳۹۶ |
| سرود آسمانی        | گروه ارکستر آوای متوسطه | بابک نیک طلب | ناصر فلاحی          | ناصر فلاحی          | آوای مدرسه        | ۱۳۹۶ |
| تربیت              | گروه ارکستر آوای متوسطه | بابک نیک طلب | ناصر فلاحی          | ناصر فلاحی          | آوای مدرسه        | ۱۳۹۶ |
| پرواز تا روشنایی   | گروه ارکستر آوای متوسطه | بابک نیک طلب | ناصر فلاحی          | ناصر فلاحی          | آوای مدرسه        | ۱۳۹۶ |
| کنار پنجره         | حمید فولادی             | بابک نیک طلب | جابر اطاعتی         | جابر اطاعتی         |                   | ۱۳۹۶ |
| نماز               | آسیه حیدری              | بابک نیک طلب | *                   | *                   |                   | ۱۳۹۶ |
| لحظه لبخند         | غفور شیخ                | بابک نیک طلب | اصغر فلاح بابایی    | اصغر فلاح بابایی    |                   | ۱۳۹۸ |
| دست دعا            | مجید اخشابی             | بابک نیک طلب | احمدعلی راغب        | احمدعلی راغب        |                   | ۱۳۹۸ |
| ماه میهن           | گروه کر                 | بابک نیک طلب | هاله مترجم          | هاله مترجم          |                   | *    |
| سوار تازه رسیده    |                         | بابک نیک طلب |                     |                     |                   | *    |
| نور نشاط           | محمد گلریز              | بابک نیک طلب | علی اکبرپور         | علی اکبرپور         |                   | ۱۴۰۱ |

## جایزه‌ها
- نفر اول بخش شعر کودک و نوجوان دورهٔ پنجم جشنوارهٔ بین‌المللی شعر فجر در سال ۱۳۸۹.[۱۲][۹۹][۱۰۰][۱۰۱][۱۰۲]
- برندهٔ سرو زرین دوره پنجم جشنوارهٔ بین‌المللی شعر فجر در سال ۱۳۸۹.[۱۲][۹۹][۱۰۰][۱۰۱]
- مجموعه شعر «هیچ هیچ هیچانه»، برنده نخستین جایزهٔ عباس یمینی شریف[۱۰۲] (شامل ۵۲ شعر از بابک نیک‌طلب، افسانه شعبان‌نژاد، شکوه قاسم‌نیا، اسدالله شعبانی، مصطفی رحماندوست، بیوک ملکی و جعفر ابراهیمی) در سال ۱۳۹۱[۱۰۳][۱۰۴]
- برنده کتاب سال سروش نوجوان در سال ۱۳۷۳[۱][۱۶]
- لوح زرین چهارمین جشنواره کتاب سال کانون پرورش فکری کودکان و نوجوانان[۱][۱۶]
- برنده قلم زرین به خاطر کتاب «بهار از کوچ برگشت»[۱۰۵][۱۰۶][۱۰۷][۱۰۸][۱۰۹] در دوره بیست و دوم در سال ۱۴۰۳ خورشیدی[۱۱۰][۱۱۱][۱۱۲][۱۱۳][۱۱۴][۱۱۵][۱۱۶][۱۱۷][۱۱۸][۱۱۹][۱۲۰][۱۲۱][۱۲۲][۱۲۳][۱۲۴][۱۲۵][۱۲۶][۱۲۷][۱۲۸][۱۲۹][۱۳۰][۱۳۱][۱۳۲][۱۳۳][۱۳۴][۱۳۵]
- شعر برگزیده نخستین جشنواره ملی و بین‌المللی کتاب کودک و نوجوان به خاطر کتاب «بهار از کوچ برگشت»[۱۳۶][۱۳۷][۱۳۸][۱۳۹][۱۴۰][۱۴۱][۱۴۲][۱۴۳][۱۴۴]

## گالری

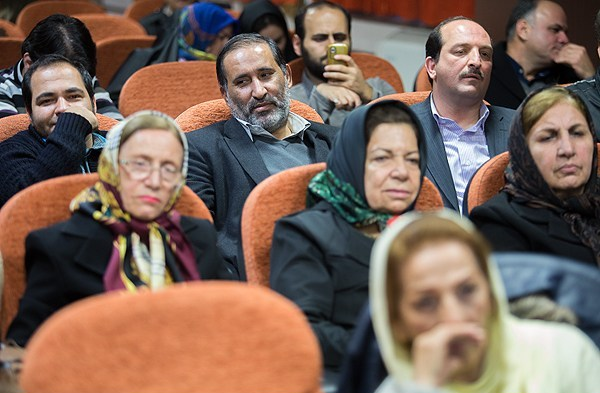
بابک نیک طلب و علیرضا قزوه در بزرگداشت یاور همدانی،‌۱۳۹۴